# Stetten (Baden-Württemberg)
Stetten település Németországban, azon belül Baden-Württembergben. Lakosainak száma 1049 fő (2023. december 31.).

## Népesség
A település népessége az elmúlt években az alábbi módon változott:
| Lakosok száma | 419  | 817  | 973  | 905  | 930  | 1014 | 957  | 978  | 1029 | 1049 |
|               | 1961 | 1967 | 1974 | 1980 | 1987 | 1993 | 2000 | 2006 | 2013 | 2023 |